# Ilja Walerjewitsch Jaschin

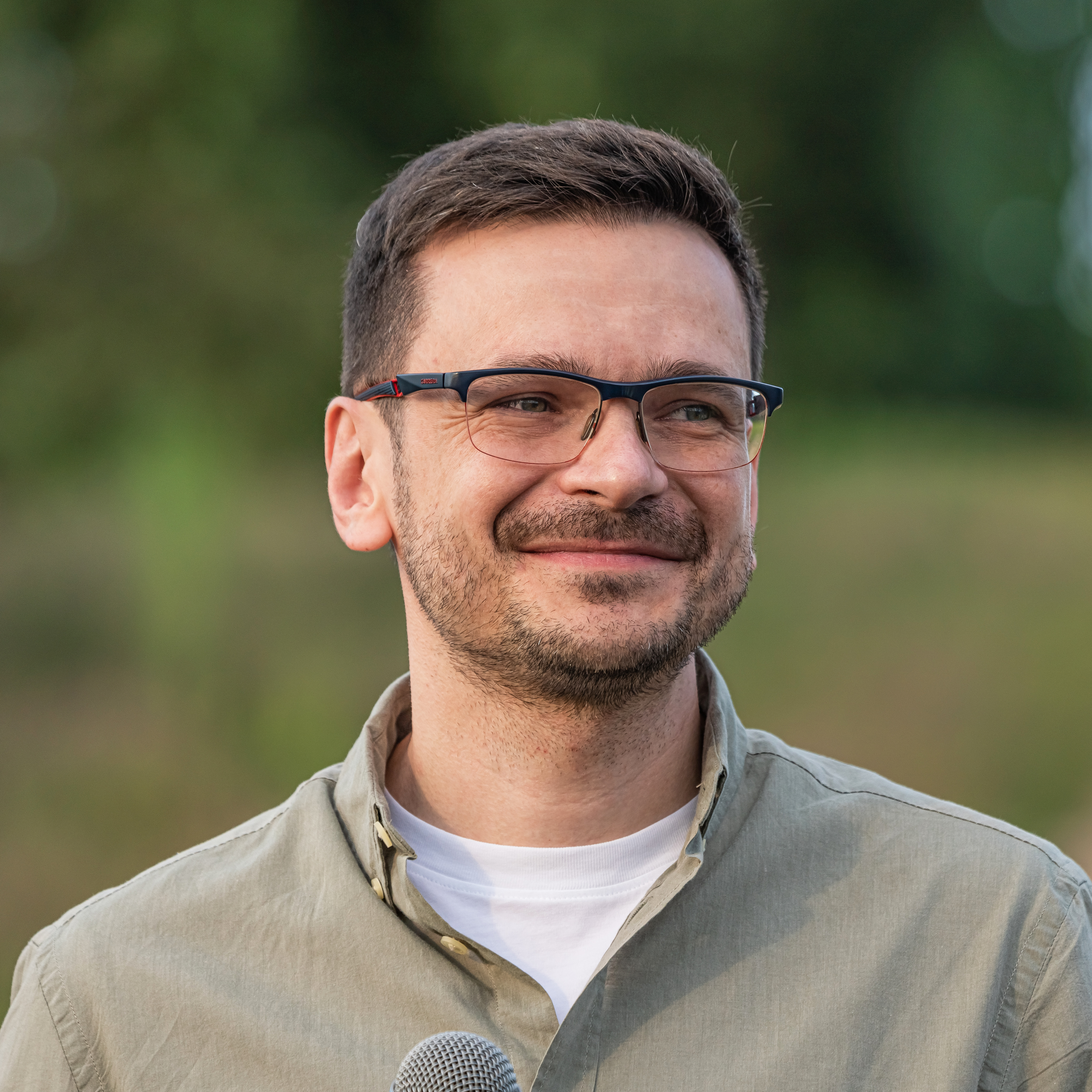
Ilja Jaschin 2024, kurz nach der Freilassung

Ilja Walerjewitsch Jaschin (russisch Илья́ Вале́рьевич Я́шин; * 29. Juni 1983 in Moskau) ist ein russischer oppositioneller Politiker der Bewegung „Solidarnost“ und Kommunalabgeordneter. Von 2017 bis 2021 war er Vorsitzender des Abgeordnetenrates des Moskauer Stadtteils Krasnoselski.

## Ausbildung und Privatleben
Jaschin schloss die allgemeinbildende Schule mit vertieftem Profil „Russische Sprache und Literatur“ und die Kunstschule ab. Im Jahr 2000 immatrikulierte er sich am Institut für Politologie der Internationalen Unabhängigen Ökologisch-Politologischen Universität. 2005 verteidigte er sein Diplom über Methodik der Organisation von Straßenprotesten, Diplomvater Jaschins war S. F. Tschernjachowski, Mitglied der Akademie der Politikwissenschaften.
Im Jahr 2007 trat Jaschin ins Doktoratsstudium der Staatlichen Universität – Höhere Schule für Wirtschaftswissenschaften, Institut für angewandte Politologie, unter der wissenschaftlichen Leitung von J. A. Nisnewitsch.
Jaschin ist unverheiratet. Im Juni 2012 erschien in der russischen Presse die Nachricht, dass er mit der Fernsehmoderatorin und Oppositionellen Xenija Sobtschak liiert ist. Allerdings heiratete sie am 1. Februar 2013 überraschend den Schauspieler Maxim Witorgan in Moskau. Jaschin heiratete am 26. September 2020 die Sängerin Vera Musaeljan, beide ließen sich jedoch 2021 scheiden.

## Politik und politische Gefangenschaft

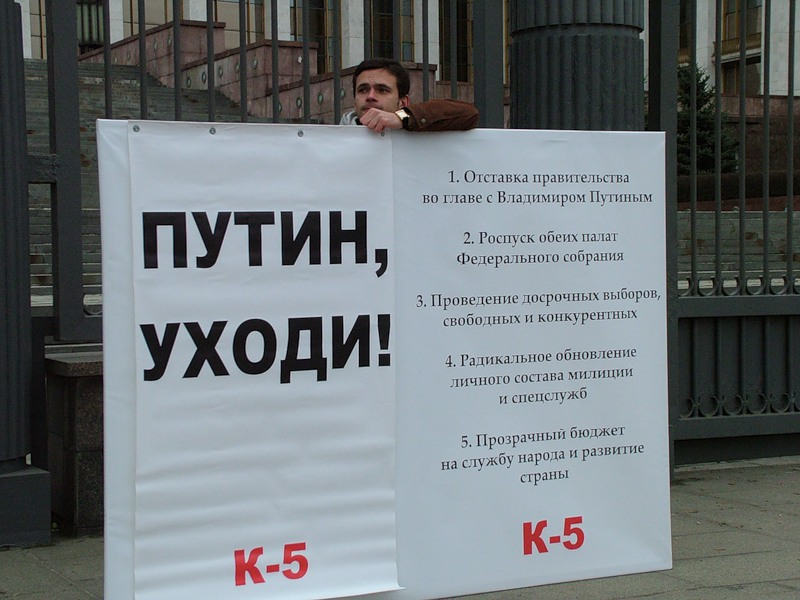
Jaschin führt eine Einmann-Demonstration durch und fordert den Rücktritt von Wladimir Putin, 2010

Im Jahre 2000 trat Jaschin in die Partei Jabloko ein. Von 2001 bis 2005 war er Leiter der Moskauer Jugendbewegung von Jabloko. Von 2005 bis 2008 war er Präsident der ganzrussischen Jugendbewegung von Jabloko. 2003 bis 2006 war Jaschin Mitglied des regionalen Rates von Jabloko, 2006 bis 2008 Mitglied des föderalen Büros der Partei.
Im Dezember 2008 nahm Jaschin an der Gründungsversammlung der demokratischen Bewegung Solidarnost teil und wurde ins Büro des föderalen Politrates von Solidarnost gewählt. Am 18. Dezember 2008 wurde Jaschin vom Moskauer Regionalrat von Jabloko aus der Partei Jabloko ausgeschlossen, da er der Partei „politischen Schaden gebracht“ habe. Am 20. Dezember 2009 verfügte das Schiedsgericht der Partei seine Wiederaufnahme, jedoch wurde er unter Druck von Grigori Jawlinski nur gut eine Stunde und 40 Minuten später wieder aus der Partei ausgeschlossen, diesmal von der Parteiversammlung.
Jaschin ist einer der Urheber der Aktion „Putin muss gehen“, die den Rücktritt des russischen Premierministers Wladimir Putin zum Ziel hatte. Nach einer Einmann-Demonstration zugunsten der Kampagne, die er am 18. November 2010 in Moskau vor dem Weißen Haus durchführte, wurde er von der Federalnaja Sluschba Ochrany festgehalten und später zu einer Strafe von 1000 Rubeln verurteilt.
Bei den Regionalwahlen im September 2015 trat Jaschin in der Region Kostroma an, gemäß einem Bericht der NZZ die einzige von 11 Regionen, wo es der Partei erlaubt war, an den Wahlen teilzunehmen. Nach einer Schmutzkampagne, in der die Kandidaten als vom Ausland gesteuerte Agenten bezeichnet wurden, und gemäß Kreml-Kritikern „zahlreichen Regelverstößen“ scheiterte die Partei und damit Ilja Jaschin an der Fünf-Prozent-Hürde.
Am 30. August 2016 veröffentlichte Jaschin einen Bericht mit dem Titel „Partei kriminelles Russland“, in welchem er der Partei Einiges Russland enge Zusammenarbeit mit organisierter Kriminalität vorwirft. Seit den 1990er Jahren habe die Partei einzelnen Vertretern sowie ganzen Gruppen organisierter Kriminalität den Zugang zu politischen Posten und Staatsgeldern ermöglicht. Genannt wird in dem Bericht unter anderem der Fall der schwerkriminellen Bande „Zapkow“, deren Mitglieder die Partei Einiges Russland in Kuschtschowskaja vertraten und deren Anführer Sergej Zapok zum kommunalen Abgeordneten der Partei gewählt wurde und bei der Amtseinführung von Dmitri Medwedew anwesend war, was von Vertretern der Partei Einiges Russland allerdings bestritten wurde. Außerdem werden einzelne Politiker der Partei aufgeführt wie zum Beispiel das Oberhaupt der Republik Komi, Wjatscheslaw Gaiser, der wegen Bildung krimineller Vereinigungen angeklagt wurde und bei dem bei einer Durchsuchung eine Million US-Dollar gefunden wurde, sowie andere Parteimitglieder wie Anatoli Serdjukow und Adam Delimchanow.

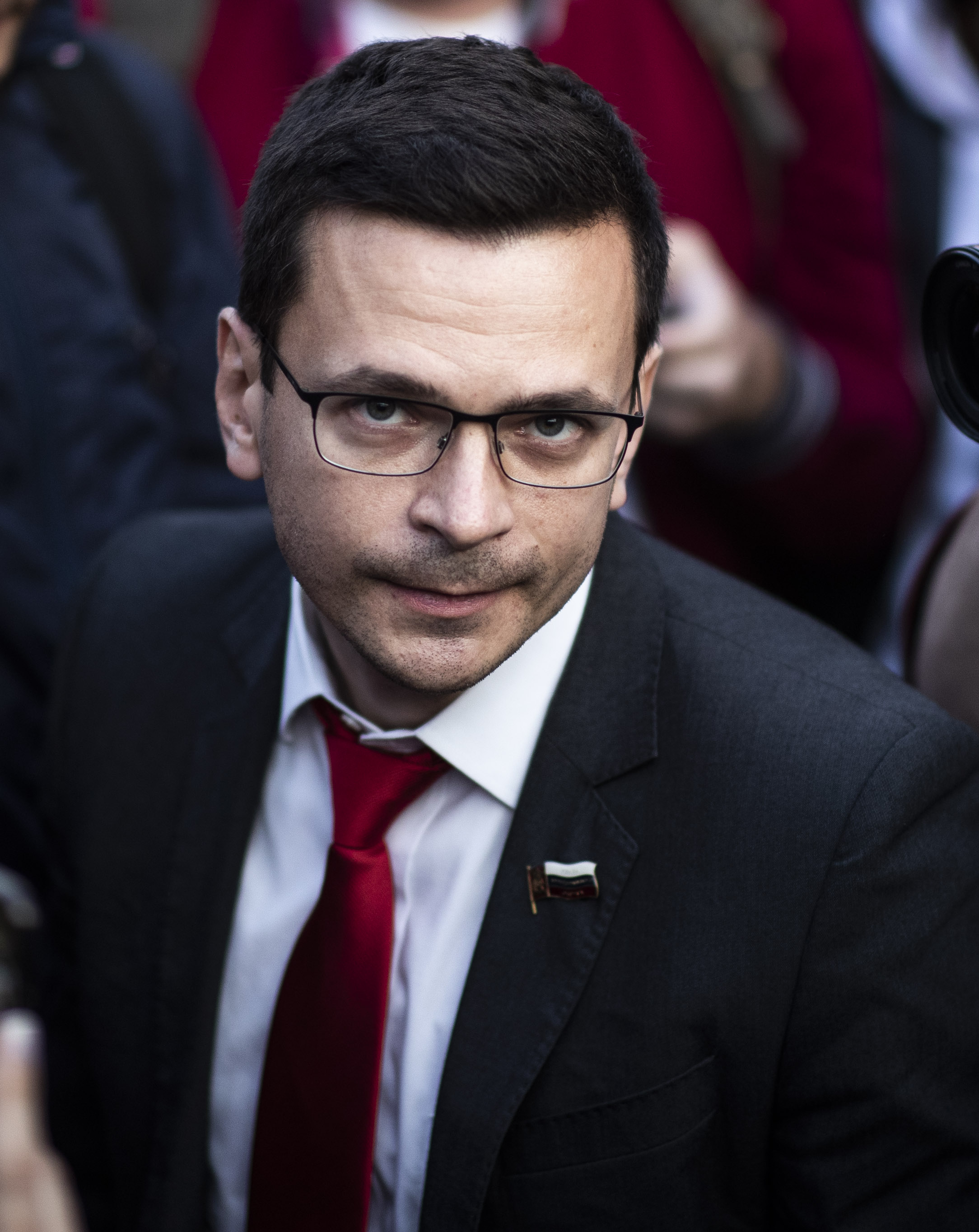
Ilja Jaschin, 2019

Im Frühjahr 2018 hatte er sich entschlossen, bei den Bürgermeisterwahlen von Moskau anzutreten. Den Vorfall, als russische Propagandamedien ein „Verhör“ der 84-jährigen Großmutter Jaschins ausschlachteten, nannte die Journalistin Ksenia Kirillowa ein Beispiel für deren Skrupellosigkeit. Deren Demokratiefeindlichkeit brauche keine Begründung, denn deren Hass und ein „Kriegszustand“ mit der ganzen Welt rechtfertige niedere Instinkte.
Jaschin wurde im Juli 2019 vorübergehend verhaftet, als er sich für die Stadtratswahlen einschreiben wollte.
Am 28. Juni 2022 wurde Jaschin wegen angeblichem „Ungehorsam gegen Polizeibeamte“ zu 15 Tagen Haft verurteilt. Darauf nahtlos folgte eine Verhaftung im Juli, bezugnehmend auf das Zensurgesetz Artikel 207.3, unter der Anklage im Zusammenhang mit seiner Kritik am russischen Überfall auf die Ukraine „Fälschungen über die Streitkräfte“ verbreitet zu haben. Jaschin hatte kritisch über das Massaker von Butscha berichtet. Am 9. Dezember 2022 verurteilte ein Gericht in Moskau Jaschin deswegen zu achteinhalb Jahren Gefängnis.
Am 1. August 2024 wurde Jaschin im Rahmen eines größeren Gefangenenaustauschs aus Russland ausgeflogen bzw. freigelassen. Jaschin kommentierte dies unter anderem mit den Worten: „Das war kein Austausch – ich wurde illegal gegen meinen Willen aus Russland abgeschoben. Die russische Verfassung verbietet die Ausweisung russischer Staatsbürger aus Russland ohne deren Zustimmung.“ Seine Forderung, ihn in seiner Heimat zu lassen, habe der russische Strafvollzug ignoriert. Jaschin zufolge hätten andere russische Oppositionelle an seiner Stelle aus politischer Gefangenschaft befreit werden sollen.
Nach eigenen Angaben Jaschins in einem Interview vom November 2024 lebt er in Berlin-Neukölln.

## Weitere berufliche Tätigkeiten
Jaschin ist Autor von Kolumnen und anderen Publikationen auf der Website der Radiostation Echo Moskwy, in der Nowaja gaseta und anderen Medien.